# Schistostega pennata
O Schistostega pennata, também chamado ouro de duende, ouro de dragão, musgo luminoso ou musgo luminescente, é um musgo haploide (Dicranidae) conhecido pelo seu aspeto brilhante em locais escuros. É o único membro da família Schistostegaceae.

## Descrição
O musgo adaptou-se para crescer em condições de pouca luz, utilizando células esféricas no protonema que atuam como lentes, recolhendo e concentrando mesmo a luz mais ténue. Os cloroplastos absorvem os comprimentos de onda úteis da luz e refletem o restante para a fonte de luz, dando ao musgo um brilho verde-dourado. As pequenas lentes têm a capacidade de se virar para a fonte de luz para maximizar a recolha da luz disponível.
As frondes dos rebentos que se desenvolvem a partir do protonema persistente são pequenas, cerca de 1,5 centímetros de comprimento, com pares de folhas opostas. Um longo pedúnculo sustenta a cápsula em forma de ovo no alto.

## Distribuição
A Schistostega pennata encontra-se na China, Japão, Sibéria, Europa e América do Norte.
É facilmente ultrapassado por outros musgos e espécies de plantas em áreas abertas e mais luminosas, mas a sua capacidade de concentrar a luz disponível permite-lhe crescer em locais sombrios onde outras plantas não conseguem sobreviver. 
Prefere solos minerais húmidos, mas não demasiado molhados, com uma fonte de luz fraca, como o reflexo de uma poça de água, e por isso cresce em habitats como raízes de árvores reviradas, entradas de tocas de animais e grutas.

## Folclore

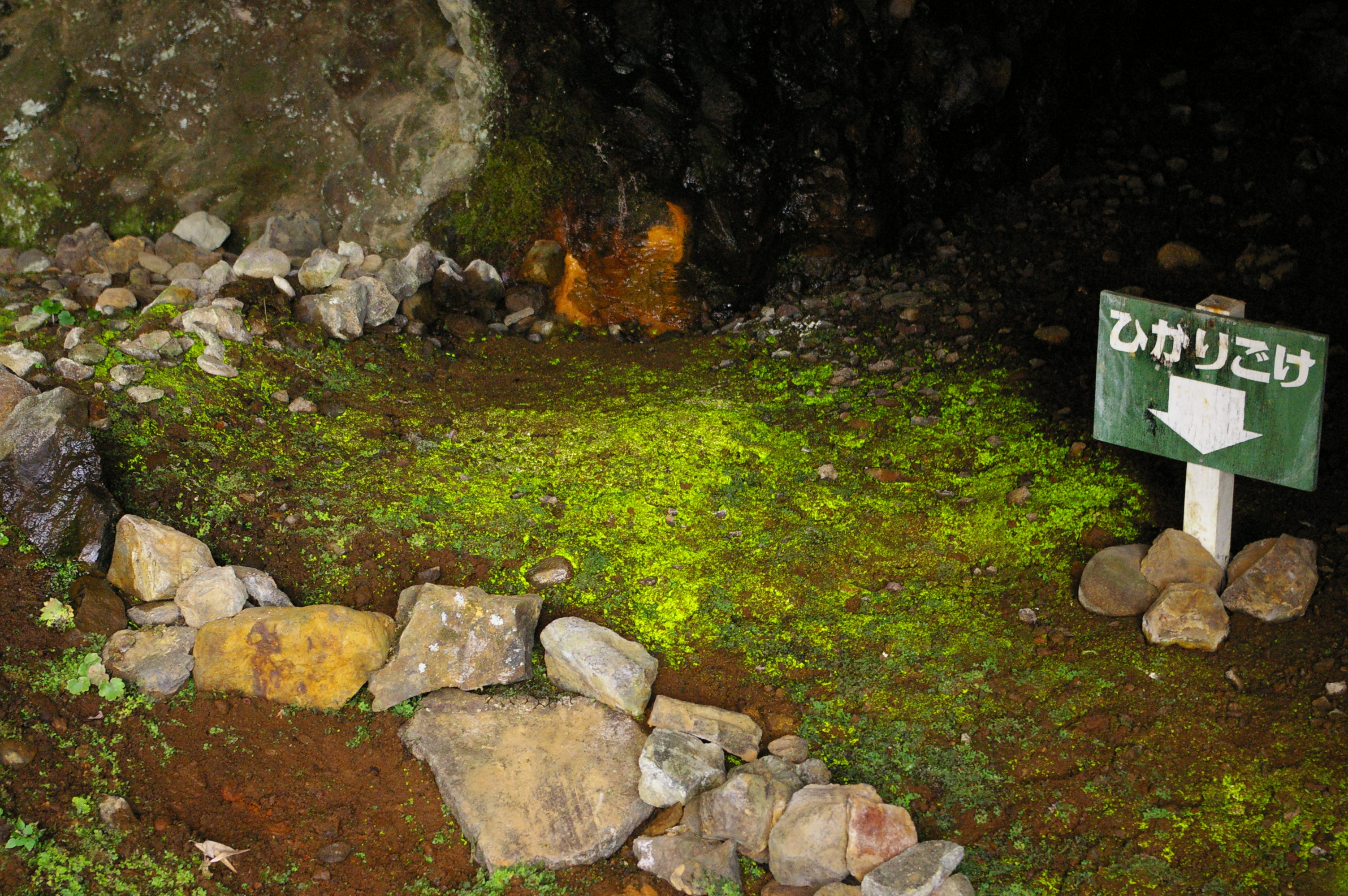
Caverna Makkausu, Rausu, Hokkaido

Relativamente aos nomes comuns do musgo, como ouro dos duendes, o botânico austríaco Anton Kerner von Marilaun escreveu em Das Pflanzenleben der Donauländer, em 1863:

Quando se olha para o interior da gruta, o fundo parece bastante escuro e uma penumbra mal definida parece cair apenas do centro para as paredes laterais; mas no chão plano da gruta, inúmeros pontos de luz verde-dourados cintilam e brilham, de tal forma que se pode imaginar que pequenas esmeraldas foram espalhadas pelo chão. Se nos aproximarmos curiosamente das profundezas da gruta para apanhar um espécime dos objetos brilhantes e examinarmos o prémio na nossa mão sob uma luz brilhante, mal podemos acreditar nos nossos olhos, pois não há nada mais do que terra sem brilho e pedaços de pedra húmida e bolorenta de cor cinzenta amarelada! Só quando olhamos mais de perto é que percebemos que a terra e as pedras estão cravejadas e revolvidas com pontos verdes opacos e fios delicados, e que, além disso, aparece uma delicada filigrana de minúsculas plantas musgosas, parecidas com uma pequena pena arqueada presa no chão. Este fenómeno, de um objeto só brilhar nas escuras fendas rochosas e perder imediatamente o seu brilho quando é trazido para a luz do dia, é tão surpreendente que facilmente se compreende como surgiram as lendas dos fantásticos gnomos e duendes das cavernas, que permitem aos cobiçosos filhos da terra contemplar o ouro e as pedras preciosas, mas preparam uma amarga desilusão para quem procura o tesouro encantado; que, quando ele esvazia o tesouro que juntou apressadamente na caverna, vê rolar para fora dos sacos, não joias brilhantes, mas apenas terra comum.
Existe um monumento à Schistostega em Hokkaido, no Japão, onde cresce em profusão numa pequena gruta.